# Meniscus (fysica)

Holle (a) en bolle (b) meniscus

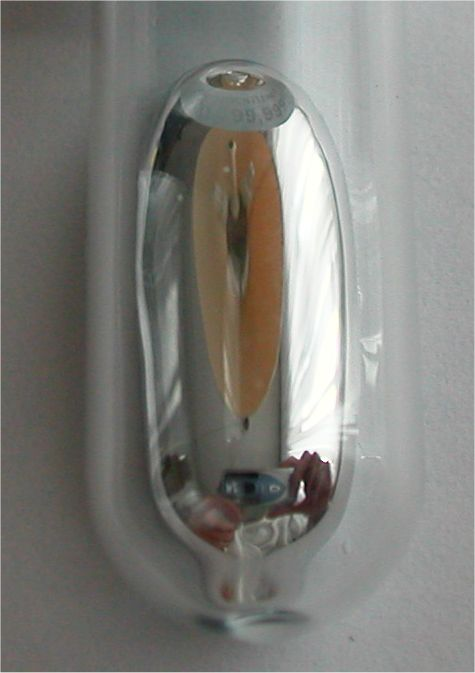
Kwik in een glazen buisje

Meniscus is de naam voor de vloeistofspiegel die kan worden waargenomen op het grensvlak tussen een vloeistof en de lucht, of tussen twee niet-mengbare vloeistoffen. 
De vorm van de meniscus wordt bepaald door drie natuurkundige factoren: 
- de zwaartekracht
- de cohesie tussen de vloeistofmoleculen onderling
- de adhesiekrachten tussen de vloeistofmoleculen en de moleculen in het materiaal van de wand.

Als alleen de zwaartekracht een rol zou spelen zou er een perfect vlakke, horizontale grenslaag ontstaan. De inwendige moleculaire aantrekkingskrachten in de vloeistof (vanderwaalskrachten, en bijvoorbeeld ook waterstofbruggen in het geval van water) streven echter naar een bolvorm van de vloeistof, een toestand waarin het oppervlak zo klein mogelijk wordt; de krachten tussen het materiaal van het vat en de vloeistof bepalen hoe de meniscus er uiteindelijk uitziet.
Als de aantrekkingskracht (adhesie) van de wand overheerst, dan kruipt de vloeistof tegen de wanden van het vat omhoog en wordt de resulterende meniscus hol. Dit ligt ten grondslag aan de capillaire werking, maar het effect is ook te zien bij water in een schoon glas. Op het moment dat het vat helemaal volgegoten wordt, is er aan het oppervlak van de vloeistof geen adhesie meer tussen vloeistofmoleculen en de wand, en zorgt de cohesie voor een bolle meniscus. 
Bij kwik zijn de interne krachten (cohesie) veel sterker dan in bijvoorbeeld water: in een reageerbuis of thermometer heeft kwik een duidelijk bolle meniscus, en gemorst vloeibaar kwik blijft zelfs als kleine kraaltjes op het tapijt liggen. Zonder grote cohesie is een bolle meniscus ook mogelijk, als de adhesie maar klein is. Op een waterafstotende regenjas zien we dat: zelfs vrij grote regendruppels op de jas benaderen de bolvorm aardig. Druppelen we water met afwasmiddel op de jas dan gaat dit niet meer op: deze oppervlakte-actieve stof verdringt het water van het grensvlak en gaat innige banden aan met het textiel.